# Evenimente care au precedat Al Doilea Război Mondial în Europa
Evenimentele care au precedat cel de-al doilea război mondial în Europa sunt strâns legate de apariția și dezvoltarea fascismului în Italia și Germania. 

## Al doilea război mondial
Se consideră în general că originile celui de-al doilea război mondial își au rădăcinile în urmările primului război mondial. La sfârșitul primei conflagrații mondiale, Imperiul German (condus de Kaiserul Wilhelm al II-lea) și aliații lui au fost înfrânți de o alianță ai cărei principali contribuitori au fost Regatul Unit, Franța și Statele Unite ale Americii. 
Germania a fost considerată de către puterile învingătoare ca principala vinovată pentru declanșarea războiului prin atacul inițial împotriva Franței dat prin Belgia. Franța fusese înfrântă în 1871 în războiul franco-prusac. Francezii doreau să se răzbune pentru umilința îndurată la sfârșitul acestui război, dar și pentru uriașele pierderi materiale și umane din prima conflagrație mondială. La sfârșitul conflictului din 1914 – 1918 au fost semante o serie de tratate de pace, cel mai important fiind Tratatul de la Versailles, prin care s-au impus Germaniei restricții umilitoare și reparații de război importante. Britanicii au impus o blocadă navală împotriva Germaniei până la semnarea tratatului de pace la sfârșitul lui iuniei 1919. Numeroși germani au murit de foame din cauza acestei blocade.

## Republica de la Weimar se transformă în Al Treilea Reich
Partidul Nazist, condus de Adolf Hitler, considera că economia ruinată a Germaniei și degringolada politică din țară sunt datorate durității condițiilor de pace ale Tratatului de la Versailles, incapacității politicienilor germani și așa numitei „înjunghieri pe la spate”. În Germania și Austria de după război, cetățenii își aminteau de anii de prosperitate din perioada conducerii autocratice a împăraților și o comparau cu anii de după înfrângere, caracterizați printr-o democrație slabă și o economie haotică, aflată în criză profundă. Situația economică a învinșilor a fost agravată mai mult de marea criză economică izbucnită în 1929. Partidele extremiste, atât cele de  stânga cât și cele de dreapta, au obstucționat lucrările Reichstagului (parlamentul german), în vreme ce guvernul au încercat să restaureze controlul asupra țării prin asumarea de puteri excepționale, prin care cabinetul putea să ocolească hotărârile parlamentului. 
Hitler a fost numit Reichskanzler (cancelar)  pe 30 ianuarie 1933. Incendierea Reichstagului de pe 27 februarie — care în zilele noastre este considerată ca fiind opera naziștilor — a fost folosită drept motiv pentru suspendarea tuturor drepturilor și libertăților civile și politice. Decretele necesare au fost emise de cabinetul de dreapta de coaliție a lui Hitler și au fost semnate de președintele Paul von Hindenburg. 
Parlamentul ales după organizarea unor noi alegeri, în care naziștii dețineau majoritatea, a votat  legea de împuternicire din 23 martie 1933, prin care se transfera puterea legislativă de la parlament la guvern. Partidele opoziției politice – comuniștii (KPD) și social-democrații (SPD) – au fost interzise. Hitler a dat o ultimă lovitură celor care îi mai amenințau puterea prin organizarea „nopții cuțitelor lungi”, acțiune dusă la îndeplinire de  trupele de asalt naziste conduse de Ernst Röhm.
După moartea preaședintelui Hindenburg (2 august 1934), Hitler a contopit funcțiile de cancelar și de președinte printr-o funcție unică dictatorială de Führer ("Conducător") au noului Reich German. Hitler și-a întărit poziția prin modificarea jurământului de credința a militarilor Wehrmachtului, care era de acum un jurământ față de Führer, nu față de patrie. 

## Italia
Economia italiană s-a resimțit  puternic după primul război  mondial. „Săptămâna roșie” din 1914 s-a dezvoltat transformându-se în „cei doi ani roșii (biennio rosso)” (1919 –1920). Evenimentele din această perioadă au îngrijorat numeroși italieni care se temeau de o revoluție comunistă de timp bolșevic. 
Mișcările fasciste s-au întărit necontenit, în condițiile în care guvernele liberale păreau total neputincioase să elimine amenințarea stângii. Fasciștii au întreprins expediții prin care au zdrobit amenințarea socialistă, iar regele Victor Emanuel al III-lea al Italiei l-a invitat pe Benito Mussolini să formeze un nou guvern (29 octombrie 1922).  Aripa militară a fasciștilor a fost angajată în luptă împotriva anarhiștilor, comuniștilor și socialiștilor. 
În câțiva ani, Mussolini a reușit să-și consolideze poziția de dictator, iar Italia a devenit un stat polițienesc. Pe 7 ianuarie 1935, ministrul francez de externe Pierre Laval a semnat acordul franco-italian, care recunoștea interesele italiene în Etiopia, dând mână liberă lui Missolini în criza abisiniană în schimbul unei alianțe antigermane. Italia a trimis un mare număr de trupe în Eritreea și în Somalia Italiană, cele două colonii italiene de la granița cu Etiopia. 
Britanicii au încercat să medieze o pace, dar au eșuat în încercarea lor – Mussolini era hotărât să cucerească Etiopia. Guvernul de la Londra a decretat un embargou al comerțului cu arme către Italia și Etiopia. În același timp, britanicii și-au retras vasele de război din Marea Mediterană, ceea ce le-a permis italienilor să obțină cu ușurință accesul neîngrădit pe mare împotriva statului est-african. La scurtă vreme după ce Liga Națiunilor a exonerat ambele părți în probleme incidentului din oaza  Walwal, Italia a atacat Etiopia. 
La scurtă vreme după cucerirea Etiopiei, în Spania a izbucnit războiul civil. Războiul civil din Spania a fost poligonul de încercare pentru al doilea război mondial, de timp ce regimul naționalist al lui Francisco Franco a fost aprovizionat cu arme, muniții și alte materiale și i-au fost trimise trupe de sprijin, atât din Germania, cât și din Italia. 
Pe 7 aprilie 1939, Italia a invadat Albania. După o campanie de scurtă durată, Albania a fost ocupată și a format o uniune personală cu Italia. 

## Războiul civil din Spania
În vreme ce mai multe puteri mondiale ale vremii au refuzat să se implice în războiul civil din Spania (ca de exemplu Franța și Regatul Unit), Italia lui Mussolini și Germania lui Hitler au trimis trupe în ajutorul naționaliștilor spanioli. Ajutorul acordat naționaliștilor a dus la îmbunătățirea a numeroase arme și tactici care aveau să fie folosite în al doilea război mondial. Spania a fost stat neutru în timpul celui de-al doilea război mondial.  

## Expansionismul german
După ce naziștii au fost siguri că și-au consolidat puterea politică în Germania, (Gleichschaltung), ei și-au întors atenția spre politica externă, acționând cu o îndrăzneală creascândă.  
Pe 16 martie 1935, Hitler a ignorat prevederile Tratatului de la Versailles și a ordonat reînarmarea Germaniei și a reintrodus serviciul militar obligatoriu. (Tratatul de la Versailles limita efectivele Reichswehrului la 100.000 de militari, înarmați în special cu arme ușoare de infanterie). 
Aceste acțiuni au produs în cel mai bun caz proteste oficiale din parte Londrei și Parisului. Britanicii și francezii erau mult mai interesați de îndeplinirea angajamentelor economice ale Germaniei decât de respectarea restricțiilor militare. Numeroși britanici credeau de altfel că restricțiile militare impuse Germaniei fuseseră prea aspre și considerau că Hitler nu face altceva decât să îndrepte niște exagerări ale tratatului de pace și nimic altceva. Acest sentiment a fost subliniat de semnarea acordului naval anglo-britanic, care autoriza Germania să construiască o flotă de amploarea a unei treimi din cea a Royal Navy. În plus, britanicii erau de acord să înceteze operațiunile  navale din Marea Baltică, asigurându-i Germaniei supremația în zonă. 
Hitler a transferat trupe în regiunea demilitarizată Renaniei (Rhineland) pe 7 martie 1936. La fel ca și în cazurile precedente de încălcare a prevederilor tratatului de pace, puterile occidentale nu au reacționat, în ciuda propunerii poloneze de activare a alianței polono-franceze.

### Austria
Prima cucerire nonviolentă germană a fost anexarea Austriei. După ce Italia a semnat alături de Germania Pactul Anticomintern, principalul obstacol împotriva Anschlussului a fost înlăturat. Germania a anunțat anexarea Austriei pe 12 martie 1938, transformând țara în provincia "Ostmark" a noii  Großdeutschland (Germania Mare).

### Cehoslovacia
După anexarea Austriei, Hitler și-a îndreptat atenția spre regiunea locuită de germani din zonele de graniță ale Cehoslovaciei – Sudetenland. De la destrămarea Imperiului Austro-Ungar aceste teritorii nu mai făcuseră parte din Austria și nu li se permisese să se unească cu Germania, dar fuseseră cedate Cehoslovaciei. Cehoslovacia avea o armată numeroasă și bine dotată, sprijinită de o importantă industrie militară și avea alianțe militare cu Franța. De asemenea, Cehoslovacia avea o înțelegere neoficială cu URSS și legături neoficiale cu Regatul Unit, în principal datorită faptului ca britanicii erau aliații francezilor. În ciuda tuturor acestor fapte, Hitler s-a simțit încurajat de lipsa de voință a marilor puteri și a constinuat violarea prevederilor tratatelor semante la sfârșitul primului război mondial. Hitler era convins că Franța va ceda în fața unei acțiuni hotărâte a Gemaniei și nu-și va îndeplini obligațiile asumate față de aliatul cehoslovac. Pe primul punct al revendicărilor germane s-a aflat problema regiunii muntoase de frontieră numită Sudetenland, cu o populație semnificativă de germani. În sprijinul pretențiilor germane, Hitler aducea dreptul la autodeterminarea a populației germane și dreptul acesteia de unire cu Reichul. Regiunea Sudeților forma cam o treime din teritoriului, populației  și economiei Boemiei și era vitală pentru existența Cehoslovaciei. După ocuparea Austriei, această regiune, echipată cu un sistem defensiv mai vast decât linia Maginot, era aproape în întregime înconjurată de Germania. 
A urmat o perioadă lungă de negocieri, în timpul căreia Hitler a amenințat gălăgios cu războiul, în timpul căreia premierul britanic Neville Chamberlain și liderii francezi au încercat să-l liniștească pe Führer. Pe 30 septembrie 1938, marile puteri europene au acceptat „de dragul păcii” să semneze acordul de la München, prin care i se permitea Germaniei să ocupe militar regiunea Sudeților. Cehoslovaciei, care la acea vreme mobilizase peste un milion de soldați și era gata să lupte pentru integritatea sa teritorială, nu i s-a permis să participe la negocieri. Negociatorii francezi și britanici l-au informat pe președintele Edvard Beneš că, dacă Cehoslovacia nu va accepta cedările teritoriale, regatul Unit și Franța vor considera că Praga este vinovată pentru declanșarea războiului, iar Parisul nu-și va îndeplini obligațiunile asumate prin tratatul de alianță. În aceste condiții, Cehoslovacia a cedat. Forțele germane au intrat în Sudetenland fără să întâlnească vreo împotrivire, întâmpinați cu entuziasm de populația locală. La scurtă vreme după aceea, forțele poloneze și maghiare au invadat părți ale Cehoslovaciei. 
Hitler a continuat să exercite presiuni asupra guvernului de la Praga. Pe 14 martie, Slovacia și-a proclamat independența sub conducerea lui Jozef Tiso. Independența Slovaciei a fost recunoscută de Franța, Regatul Unit și alte puteri. Președintele Emil Hácha a acceptat în cele din urmă ocupația militară germană a ceea ce mai rămăsese din teritoriul ceh pe 15 martie. Hitler a proclamat înființarea Protectoratului Boemiei și Moraviei. 

### Ținutul Memel
La scurtă vreme teritoriul Memel, care fusese separat de Germania în 1920 și a fost anexat de Lituania, a fost retrocedat Reichului ("heim ins Reich").